# Boquira
Boquira este un oraș în unitatea federativă  Bahia (BA) din Brazilia.